# Bistum Sitten
Das Bistum Sitten (lateinisch Dioecesis Sedunensis, französisch Diocèse de Sion) ist eine Diözese der römisch-katholischen Kirche in der Schweiz und umfasst den grössten Teil des Kantons Wallis, mit Ausnahme der Pfarreien Finhaut, Vernayaz, Salvan und Saint-Maurice/Mex, die zur Territorialabtei Saint-Maurice gehören, sowie der Pfarrei Saint-Gingolph, die zum Bistum Annecy gehört. Zusätzlich umfasst das Territorium des Bistums den waadtländischen Bezirk Aigle, mit Ausnahme der Pfarrei Villeneuve, die zum Bistum Lausanne, Genf und Freiburg gehört.
Sitz des Bischofs und des Domkapitels heute ist die Kathedrale Unserer Lieben Frau (Notre-Dame de Sion oder du Glarier) in Sitten. Oberhirte des traditionsreichen Bistums mit grossem Einfluss auf die Geschichte des Kantons Wallis war von 1995 bis zum Juli 2014 Bischof Norbert Brunner. Seither ist Jean-Marie Lovey CRB Bischof von Sitten.

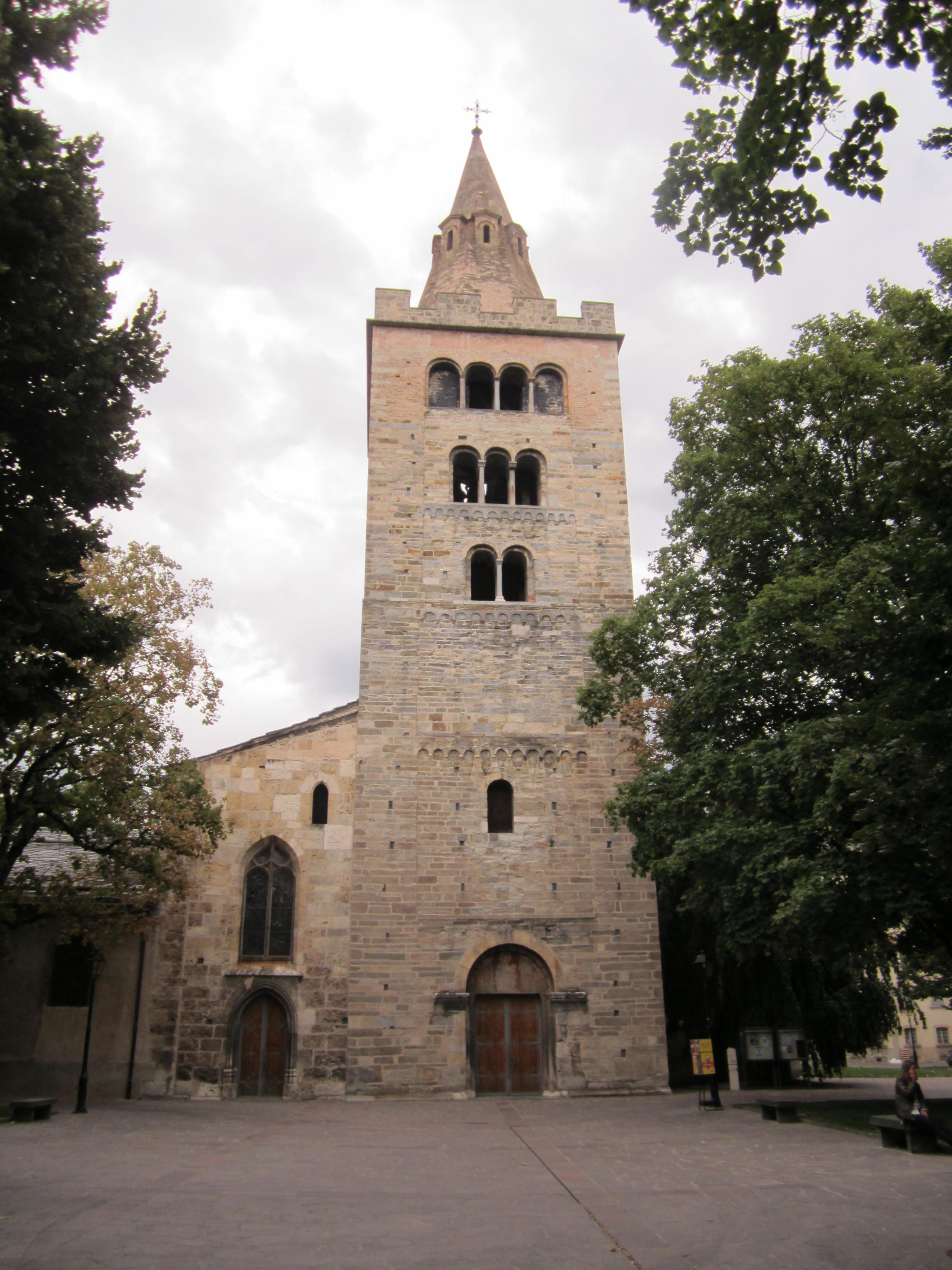
Kathedrale Unserer Lieben Frau (Sitten)

## Geschichte

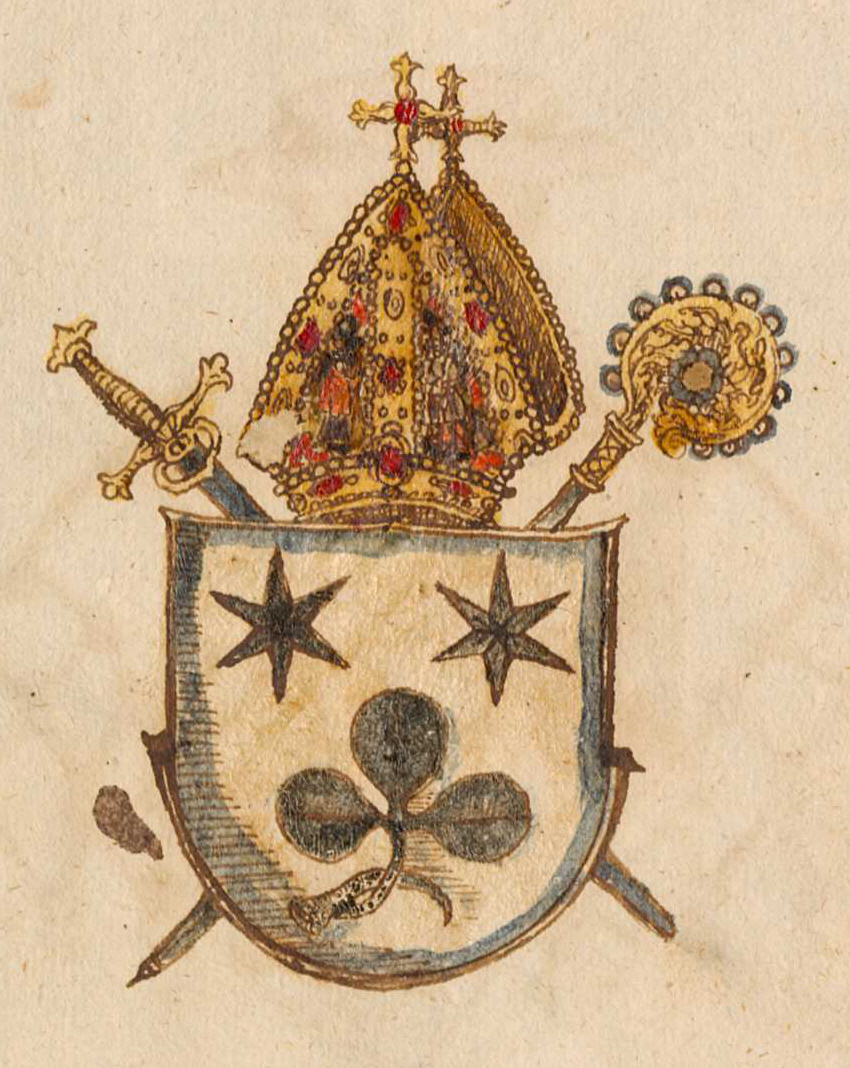
Das Wappen von Riedmatten als Bischofswappen, für Hildebrand Riedmatten r. 1565–1604.

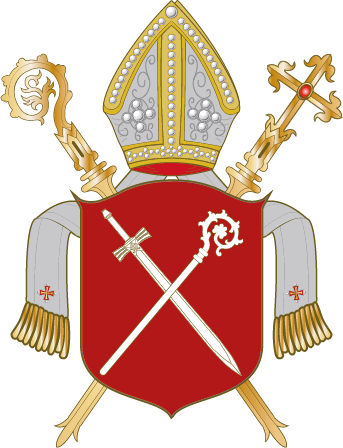
Wappen des modernen Bistums Sitten (zweite Hälfte des 19. Jahrhunderts, nach den Attributen des hl. Theodul in der Heraldik des 16. Jh.)

Das Bistum besteht seit dem 4. Jahrhundert, zunächst in Octodurus (Martigny), dem Hauptort der römischen Provinz Alpes Poeninae. Der erste belegte Bischof ist Theodor (auch: Theodul),
gestorben um 393–400.
Um 585, unter Bischof Heliodorus, wurde der Bischofssitz nach Sitten verlegt. Grund dafür waren entweder der Langobardeneinfall von 573/4 oder aber Rivalitäten mit der 515 gegründeten Abtei Saint-Maurice.
Mit dem Sieg Karls des Grossen über die Langobarden kam das Wallis nach 774 zum Frankenreich.
Seit 999 waren die Bischöfe von Sitten im Rang eines Fürstbischofs
Die weltliche Herrschaft über das Wallis wurde von Rudolph III von Burgund an Bischof Hugo (r. 993/8–1017) verliehen, 1032 wurde kam das Wallis mit dem Königreich Burgund (Arelat) zum Heiligen Römischen Reich.
Spätestens seit dem 11. Jahrhundert prägten die Fürstbischöfe auch eigene Münzen.
Seit dieser Zeit verfolgten die Bischöfe teilweise eine Expansionspolitik, die zu Konflikten mit den Gebietsansprüchen der Abtei Saint-Maurice im Unterwallis führte.
Ebenfalls widersetzte sich der Walliser Kleinadel den Herrschaftsansprüchen der Bischöfe. Dieser Widerstand kristallisierte sich in der Bildung der "Zehnden" genannten Kommunen im Oberwallis, die sich schliesslich, im 16. Jahrhundert zur "Republik der Sieben Zehnden" zusammenschlossen, woraus schliesslich der moderne Kanton Wallis entstehen sollte. Im Raronhandel von 1415–1420 wurde erstmals die Alte Eidgenossenschaft militärisch in diesen Konflikt verwickelt.
Matthäus Schiner (r. 1499–1522), von 1511 Kardinal, war eine einflussreiche Figur in der Zeit der Italienkriege und der Eidgenossenschaft am Vorabend der Reformation.
Im 15. und 16. Jahrhundert war das Schloss Uff der Flüe, auch Auf der Flüe in Naters zeitweise Residenz des Bischofs und als Wohnstätte namensgebend.
Das Bistum verbündete mit den katholischen Orten der Eidgenossenschaft und die Reformation konnte im Wallis keinen Fuss fassen. Im 17. Jahrhundert flammte der Konflikt mit der Zehndenrepublik neu auf, und ab 1630 verzichteten die Bischöfe weitgehend auf ihre Ansprüche der weltlichen Herrschaft.
Nach der Französischen Revolution und mit dem Ende des Heiligen Römischen Reichs verloren sie auch ihren Titel als Fürstbischöfe. Mit dem Beitritt zur Restaurierten Eidgenossenschaft 1815 erhielt der Bischof von Sitten einen Sitz im Kantonsparlament mit vier Stimmen.
Nach der Niederlage im Sonderbundskrieg kam eine radikale Regierung an die Macht und der Bischof und die Klöster wurden weitgehend enteignet. Unter der moderateren Kantonsregierung von 1856 wurden Verhandlungen mit Bischof Peter Joseph von Preux (1843–1875) geführt, und 1880 wurden die nach dem Sonderbundskrieg konfiszierten Ländereien weitgehend retourniert.

## Dekanate, Seelsorgeregionen und Pfarreien
Das Bistum Sitten zählt insgesamt 10 Dekanate, 36 Seelsorgeregionen und 157 Pfarreien. Die Dekanate sind die folgenden (in alphabetischer Reihenfolge):
- Dekanat Aigle
- Dekanat Ardon
- Dekanat Brig Ernen
- Dekanat Leuk Raron
- Dekanat Martinach
- Dekanat Monthey
- Dekanat Siders
- Dekanat Sitten
- Dekanat Vex
- Dekanat Visp

## Diözesankalender
Im Bistum Sitten wird der Regionalkalender für das deutsche Sprachgebiet um die folgenden Eigenfeiern ergänzt (dahinter jeweils der Rang und die liturgische Farbe).
Abkürzungen: H = Hochfest, F = Fest, G = Gebotener Gedenktag, g = Nichtgebotener Gedenktag, GK = Generalkalender, RK = Regionalkalender
- 27. April: Petrus Canisius – G (RK: g) – weiss
- 2. Mai: Sigismund – g – rot. Der Gedenktag des hl. Athanasius des Grossen (GK: G) ist im Bistum Sitten ein nichtgebotener Gedenktag.
- 8. Mai: Maria, Mittlerin aller Gnaden – G – weiss
- 15. Juni: Bernhard von Aosta – G – weiss; Archidiakon, Gründer des Hospizes auf dem Grossen Sankt Bernhard (1081)
- 16. August: Theodor von Sitten – H – weiss; Patron des Bistums Sitten
- 30. August: Guarinus von Sitten – G – weiss
- 22. September: Mauritius und Gefährten – H (RK: g) – rot; Patrone des Wallis
- 25. September: Nikolaus von Flüe – H (RK: g) – weiss; Landespatron der Schweiz
- 30. September: Ursus und Victor von Solothurn – g – rot. Der Gedenktag des hl. Hieronymus (GK: G) ist im Bistum Sitten ein nichtgebotener Gedenktag.
- 13. Oktober: Jahrestag der Weihe der Kathedrale von Sitten – in der Kathedrale H, im übrigen Bistum F – weiss
- 16. Oktober: Gallus – G (RK: g) – weiss
- 5. November: Alle Heiligen des Bistums – G – weiss
- 25. November: Katharina von Alexandrien – G (GK: g) – rot; zweite Patronin des Wallis (4. Jahrhundert)

## Persönlichkeiten
- Alfons Tscherrig CSsR (1903–1982), Apostolischer Vikar von Reyes
- André Perraudin MAfr (1914–2003), Erzbischof von Kabgayi
- Heinrich Karlen CMM (1922–2012), Erzbischof von Bulawayo
- Paul Grichting (1923–2003), Gardekaplan der Schweizergarde
- Henri Kardinal Schwery (1932–2021), Bischof von Sitten
- Josef Zimmermann (1939–2018), Domherr und Generalvikar im Bistum Sitten
- Norbert Brunner (* 1942), emeritierter Bischof von Sitten
- Peter Stephan Zurbriggen (1943–2022), Apostolischer Nuntius in Österreich
- Peter Bürcher (* 1945), emeritierter Bischof von Reykjavík
- Emil Paul Kardinal Tscherrig (* 1947), Apostolischer Nuntius in Italien